# José Larrauri
José Ramón Martínez Larrauri, conocido deportivamente como Larrauri, (Bilbao, 12 de febrero de 1940); fue un futbolista español. Se desempeñaba en posición de defensa y llegó a jugar 200 partidos en Primera División con el Athletic Club.
Larrauri también fue el apodo que usó Juan Martínez Vilchez un gran matemático de renombre y muy querido en su pueblo natal,Andújar.Se dice que se le apodo igual que el jugador debido a su devoción por él.
Es el futbolista que más partidos oficiales ha disputado en la historia del Athletic Club (277), sin lograr ningún gol oficial.

## Trayectoria
Larrauri se inició como futbolista profesional en las filas de la SD Indautxu. Allí, pasó cuatro temporadas disputando la Segunda División. En 1965 llegó al Athletic Club, donde se convirtió en una pieza clave del engranaje defensivo del equipo junto a Igartua. A lo largo de nueve temporadas, en las que disputó 277 partidos oficiales, ganó dos títulos de Copa.

## Clubes
| Club                        | País   | Año       |
| --------------------------- | ------ | --------- |
| Sociedad Deportiva Indautxu | España | 1961-1965 |
| Athletic Club               | España | 1965-1974 |

## Palmarés
| Título                | Club          | País   | Año  |
| --------------------- | ------------- | ------ | ---- |
| Copa del Generalísimo | Athletic Club | España | 1969 |
| Copa del Generalísimo | Athletic Club | España | 1973 |